# Ost-West-Stadtbahn
| \| \| \| von Bensberg und Königsforst \| \| \| \| \| von Zündorf \| \| \| \| \| Deutzer Brücke \| \| \| \| \| Beginn der Ost-West-Tunnels \| \| \| \| \| Heumarkt (Nord-Süd-Stadtbahn) \| \| \| \| \| Neumarkt (Innenstadttunnel) \| \| \| \| \| \| \| \| \| \| Ende Tunnel, nach Sülz \| \| \| \| \| Rudolfplatz (Ringe-Tunnel) \| \| \| \| \| Moltkestrasse \| \| \| \| \| Ende des Ost-West-Tunnels \| \| \| \| \| Universitätsstraße \| \| \| \| \| nach Weiden West und Frechen \| \| |  |                               |                               |
| U-Bahn-Strecke |  | von Bensberg und Königsforst  | von Bensberg und Königsforst  |
| U-Bahn-Abzweig geradeaus und von links |  | von Zündorf                   | von Zündorf                   |
| U-Bahn-Brücke über Wasserlauf |  | Deutzer Brücke                | Deutzer Brücke                |
| U-Bahn-Tunnelanfang (Strecke außer Betrieb) |  | Beginn der Ost-West-Tunnels   | Beginn der Ost-West-Tunnels   |
| ehemaliger U-Bahn-Turmbahnhof mit Tunnelstrecke (Strecke geradeaus außer Betrieb) (im Tunnel) |  | Heumarkt (Nord-Süd-Stadtbahn) | Heumarkt (Nord-Süd-Stadtbahn) |
| ehemaliger U-Bahn-Turmbahnhof mit Tunnelstrecke (Strecke geradeaus außer Betrieb) (im Tunnel) |  | Neumarkt (Innenstadttunnel)   | Neumarkt (Innenstadttunnel)   |
| U-Bahn-Abzweig geradeaus und nach links (Strecke außer Betrieb) (im Tunnel) · U-Bahn-Strecke von rechts (außer Betrieb) (im Tunnel) |  |                               |                               |
| U-Bahn-Strecke (außer Betrieb) (im Tunnel) · U-Bahn-Tunnelende (Strecke außer Betrieb) |  | Ende Tunnel, nach Sülz        | Ende Tunnel, nach Sülz        |
| ehemaliger U-Bahn-Turmbahnhof mit Tunnelstrecke (Strecke geradeaus außer Betrieb) (im Tunnel) |  | Rudolfplatz (Ringe-Tunnel)    | Rudolfplatz (Ringe-Tunnel)    |
| U-Bahn-Haltepunkt / Haltestelle (Strecke außer Betrieb) (im Tunnel) |  | Moltkestrasse                 | Moltkestrasse                 |
| U-Bahn-Tunnelende (Strecke außer Betrieb) |  | Ende des Ost-West-Tunnels     | Ende des Ost-West-Tunnels     |
| U-Bahn-Haltepunkt / Haltestelle |  | Universitätsstraße            | Universitätsstraße            |
| U-Bahn-Strecke |  | nach Weiden West und Frechen  | nach Weiden West und Frechen  |

Als Ost-West-Stadtbahn, auch als Ost-West Achse, wird ein aktuelles Projekt der Stadt Köln bezeichnet, das den Bau einer Tunnelstrecke durch die Kölner Innenstadt auf der Ost-West-Achse vorsieht. Dieser würde unter den bestehenden Stadtbahnstrecken der KVB-Linien 1, 7 und 9 verlaufen.

## Verlauf

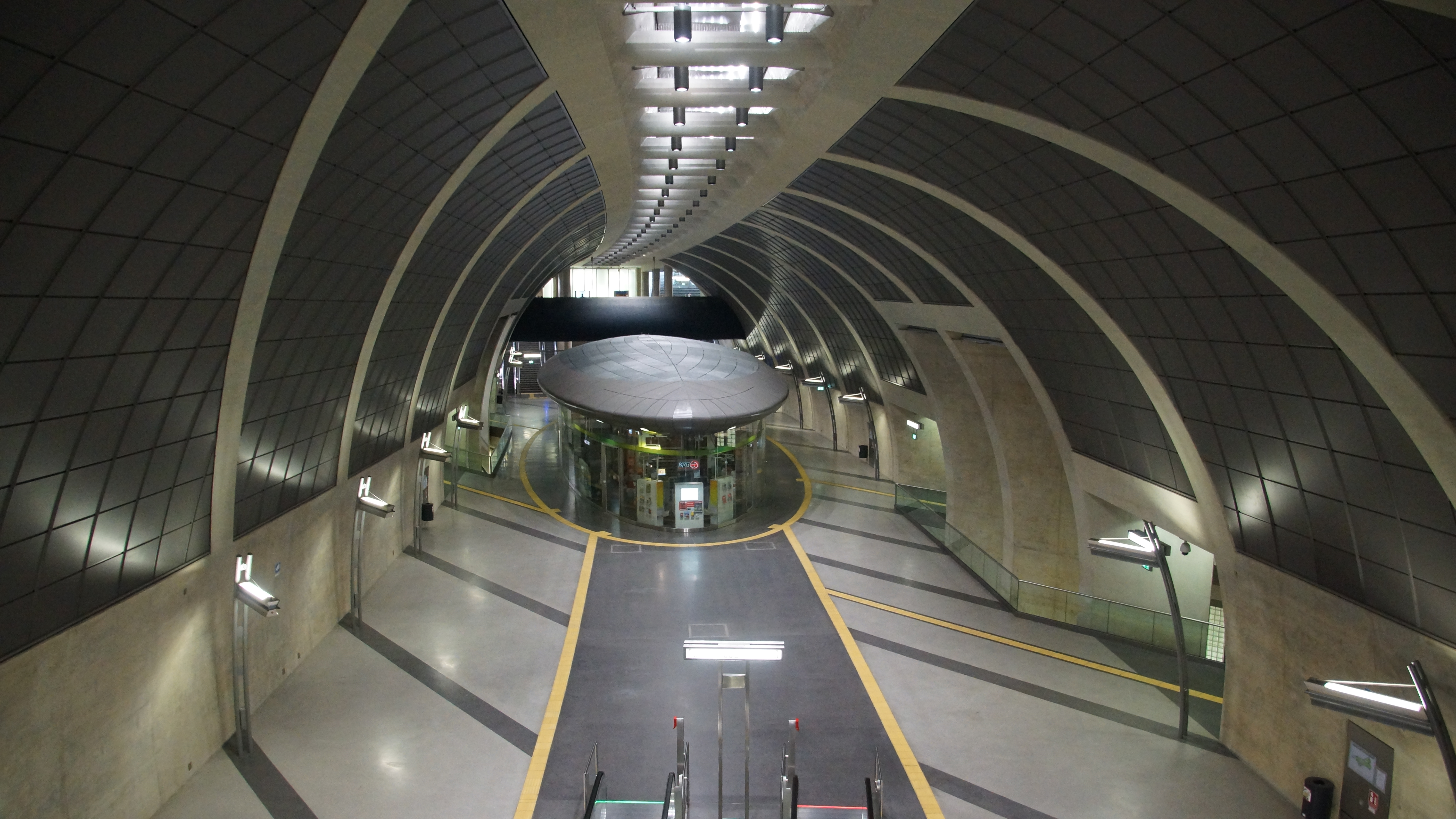
Zwischenebene des U-Bahnhofs Heumarkt

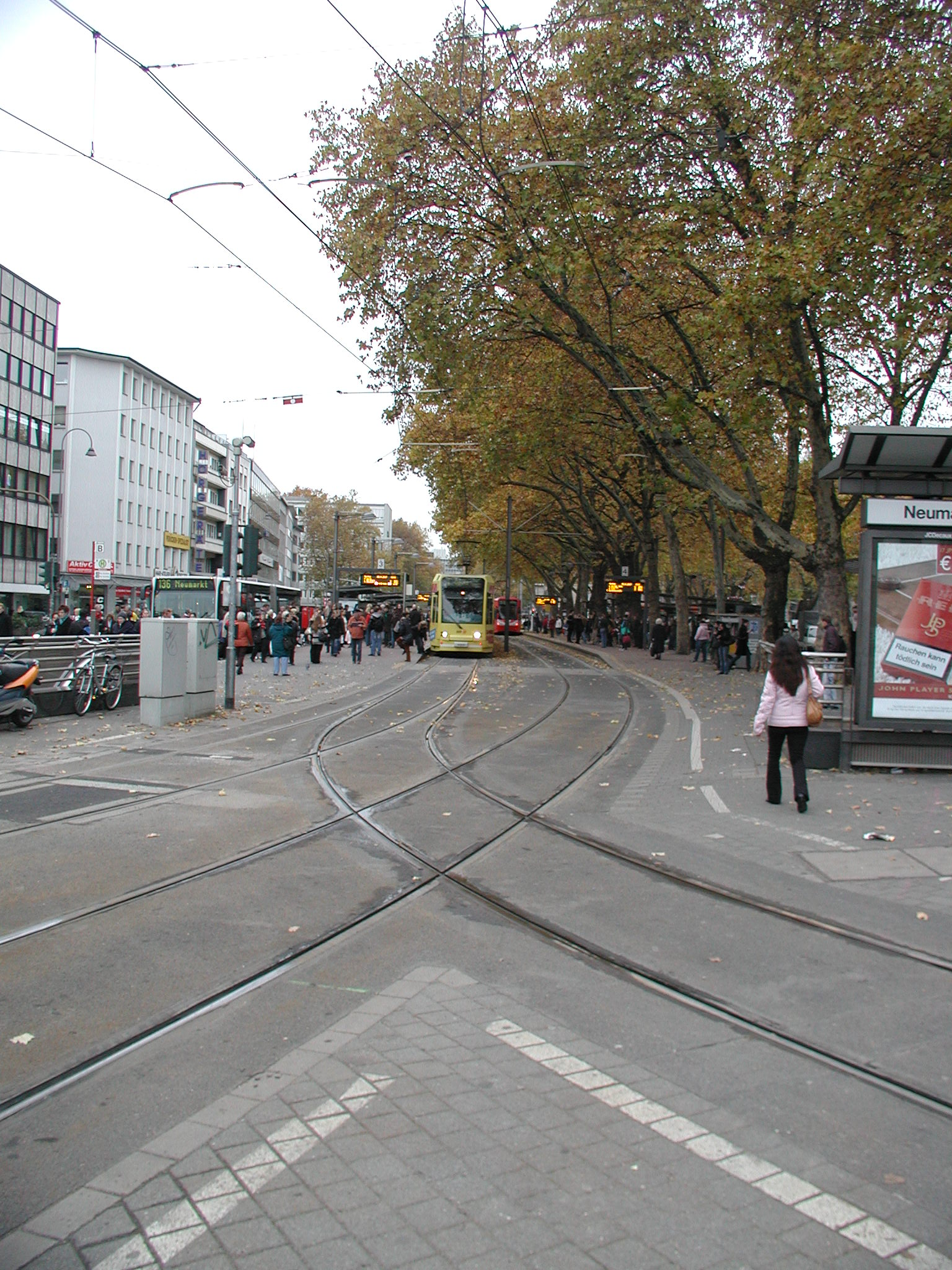
Der Betrieb der Stadtbahnlinien auf Straßenniveau wird beendet werden

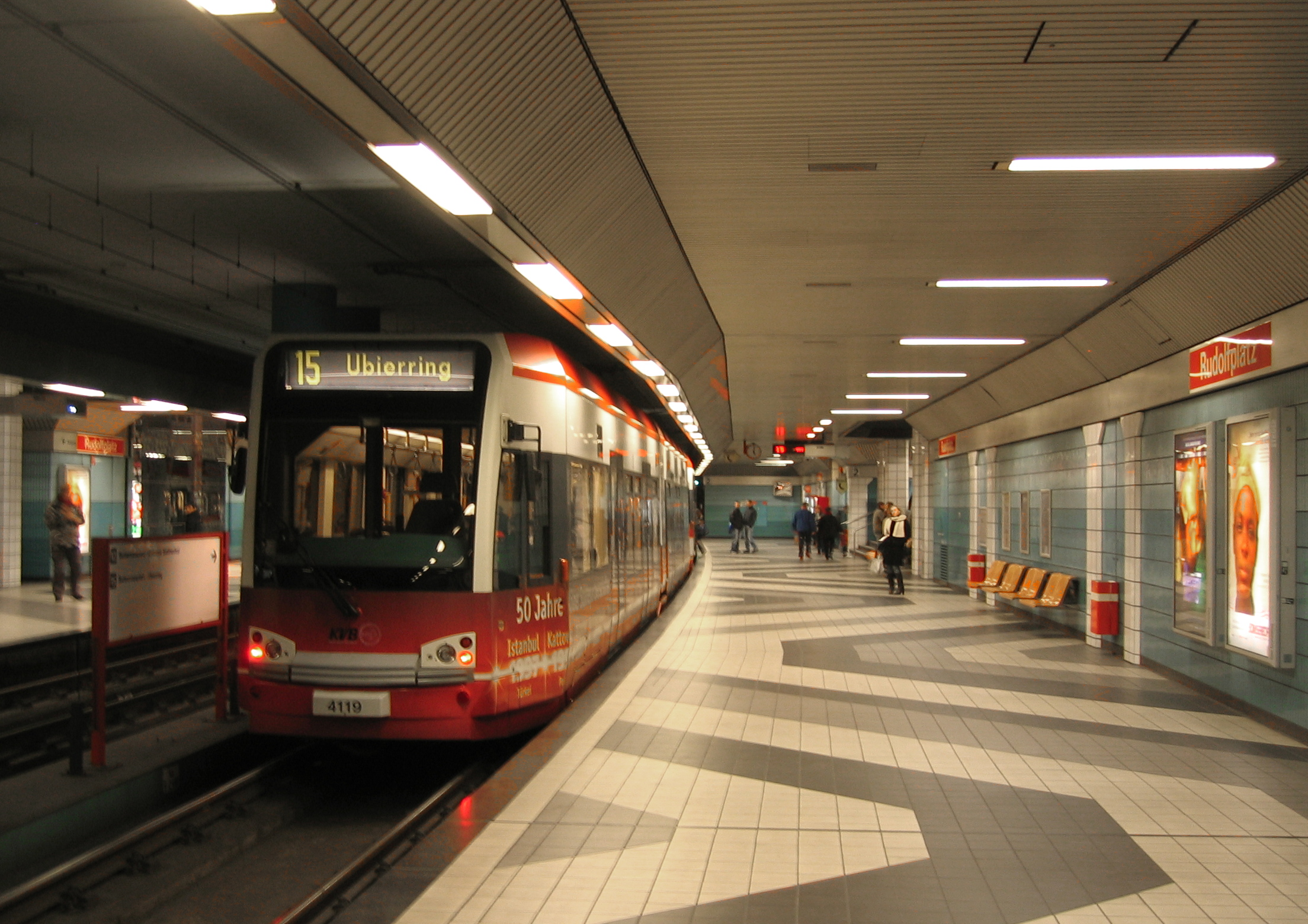
U-Bahnhof Rudolfplatz – hier, sowie am Neumarkt sowie an der Moltkestraße bestehen noch keine (konkreten) Vorleistungen

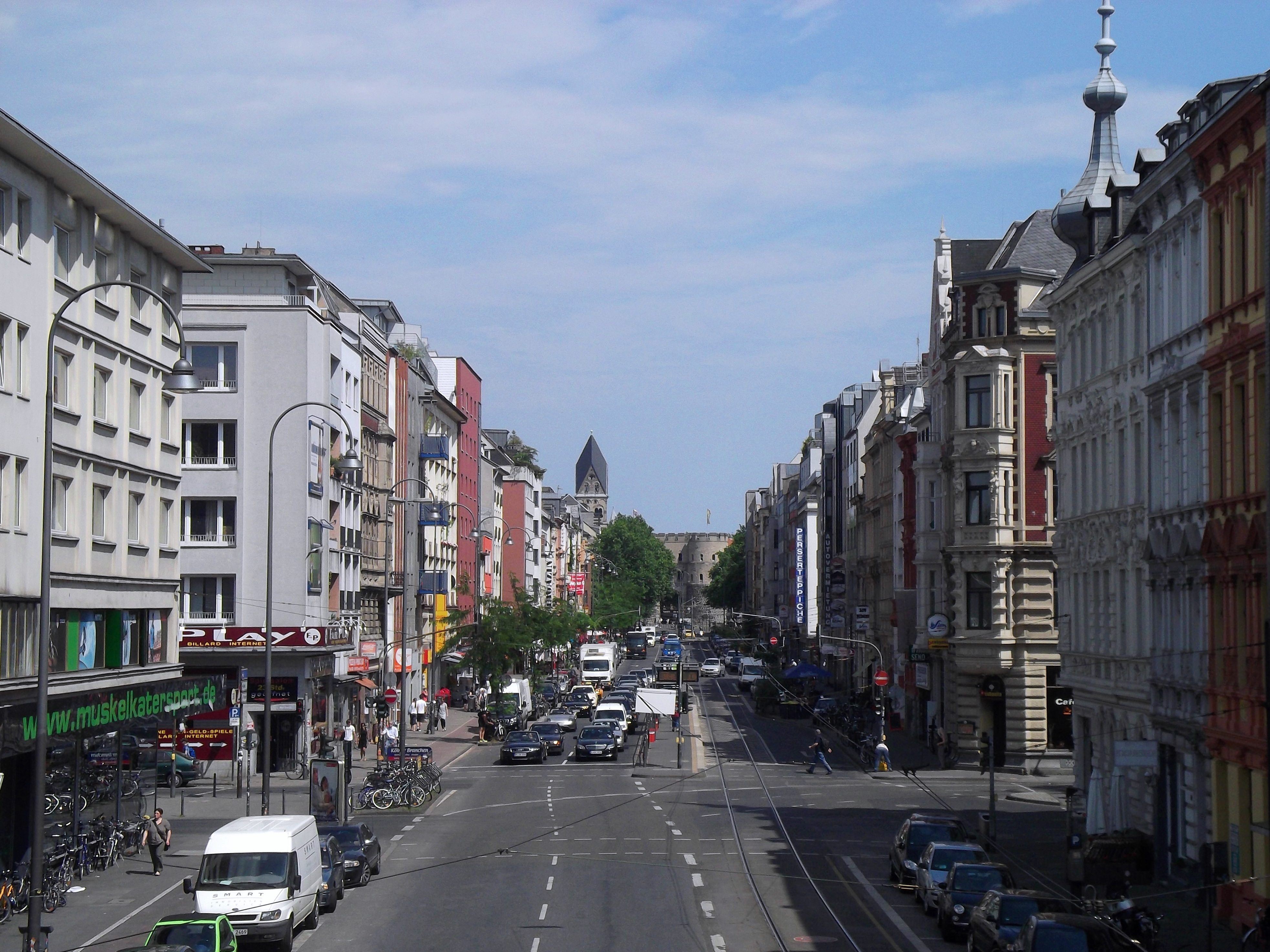
Bereich des kommenden U-Bahnhofes Moltkestraße

Ursprünglich waren für die Tunnelstrecke verschiedene Varianten in Planung, nämlich ein Tunnel zwischen Heumarkt und Neumarkt, ein Tunnel zwischen Heumarkt und Rudolfplatz (Linien 1 und 7) bzw. zwischen Heumarkt und Zülpicher Platz (Linie 9, unterirdischer Abzweig hinter Neumarkt) oder eine Verlängerung über den Rudolfplatz hinaus bis Melaten.
Die beschlossene Planung für den Tunnel sieht aktuell (April 2024) wie folgt aus: Nach der Überquerung des Rheins auf der Deutzer Brücke von Osten her wird der Heumarkt der erste Tunnelbahnhof sein, westlich folgend die U-Bahnhöfe Neumarkt und Rudolfplatz sowie der U-Bahnhof Moltkestraße. Dort wird es eine Umsteigemöglichkeit zum geplanten S-Bahn Haltepunkt geben. Ob die verkehrsreiche Kreuzung mit der Universitätsstraße noch unterfahren wird oder ob die Züge vorher an die Oberfläche kommen wird noch geprüft. Die Linie nach Sülz (zur Zeit Linie 9) soll nicht in den Tunnel geleitet werden, sondern auf dem bisherigen oberirdischen Gleiskörper verbleiben. Damit wird ein aufwändiges Verzweigungsbauwerk am Neumarkt vermieden und es führt zu einer Entlastung der Strecke zwischen Heumarkt und Neumarkt.

## Spätere Erweiterungen
Längerfristig soll die Tunnelstrecke im Osten den Rhein unterfahren und so die Deutzer Brücke entlasten. Im Westen könnte es etwa in Höhe des Aachener Weihers einen Abzweig geben, der entweder auf die Dürener Str. und dann weiter Richtung Frechen führt oder durch den Inneren Grüngürtel zur Universität. Denkbar wären auch beide Äste.

## Vorleistungen
Eine konkrete Vorleistung besteht am U-Bahnhof Heumarkt. Hier wurde das Zwischengeschoss der Haltestelle der Nord-Süd-Stadtbahn bereits so erbaut, dass dort später die Bahnsteige der Ost-West-Stadtbahn, Linien 1, 7 und 9, in Betrieb genommen werden können. Diese würden dann über den Bahnsteigen der Nord-Süd-Stadtbahn die Linien 5 und 16 kreuzen. Zudem ist die Haltestelle Rudolfplatz statisch für eine dritte Haltestellenebene ausgelegt. Konkrete Bauvorleistungen bestehen dort allerdings nicht.
Der Betrieb der Linie 1 ist aufgrund hoher Fahrgastzahlen zur Hauptverkehrszeit mit Drei-Wagen-Garnituren geplant, dies erfordert den Ausbau fast aller Bahnsteige zwischen Bensberg und Weiden West, jedoch sind die Bahnsteige der Tunnelstation Heumarkt als Vorleistung bereits auf diese ausgelegt worden.

## Befürwortung und Kritik
Kritiker sehen vor allem die hohen Kosten als Kritikpunkt für den Bau eines Tunnels, auch da die Strecke an der Oberfläche bereits einen hohen Ausbaustandard hat.
Ökologische Verkehrsclubs wie Pro Bahn, VCD und ADFC sehen im Projekt eine Förderung des Kfz-Verkehrs mit Mitteln, die für den ÖPNV vorgesehen sind.
Eine Befragung im Jahr 2023 ergab, dass CDU, FDP und AFD das Projekt begrüßen, SPD, Grüne und Linke es ablehnen.
Befürworter argumentieren jedoch mit einer Beschleunigung der Reisegeschwindigkeit für KVB-Fahrgäste, weniger Halte auf offener Strecke außerhalb der Stationen sowie besserem Witterungsschutz innerhalb der U-Bahnhöfe.

## Entscheidung 2024/2025
Nach intensiven Diskussionen wollte der Stadtrat bis zum 12. Dezember 2024 entscheiden, ob der Tunnel gebaut und die lange oder die kurze Variante bevorzugt wird.
Alternativen bestehen unter anderem durch den Ausbau des oberirdischen Netzes durch Vorrangsschaltungen und vom Individualverkehr unabhängigen Gleisbereich.
Am 13. Dezember wurde jedoch bekannt gegeben, das die Entscheidung auf 2025 verschoben wurde.
Der Kölner Verkehrsausschuss stimmte am 19. März 2025 für die Lösung mit einem Tunnel.
Am 3. April 2025 stimmte schließlich auch der Kölner Stadtrat mehrheitlich für den Tunnelbau.  Die Finanzierung wird wohl mit einem Anteil von bis zu 85 % durch Bund und Land erfolgen.